# Дружаевский сельсовет
Дружаевский сельсовет — муниципальное образование со статусом сельского поселения в Малосердобинском районе Пензенской области Российской Федерации.
Административный центр — село Дружаевка.

## История
Статус и границы сельского поселения установлены Законом Пензенской области от 2 ноября 2004 года № 690-ЗПО «О границах муниципальных образований Пензенской области».

## Население
| 2002 | 2010 | 2012 | 2013 | 2014 | 2015 | 2016 |
| ---- | ---- | ---- | ---- | ---- | ---- | ---- |
| 872  | ↘728 | ↘694 | ↘661 | ↘650 | ↗658 | ↘639 |
| 2017 | 2018 | 2021 |      |      |      |      |
| ↘635 | ↘594 | ↘548 |      |      |      |      |

## Состав сельского поселения
| № | Населённый пункт | Тип населённого пункта       | Население |
| - | ---------------- | ---------------------------- | --------- |
| 1 | Дружаевка        | село, административный центр | ↘235      |
| 2 | Новое Демкино    | село                         | ↘282      |
| 3 | Новое Назимкино  | село                         | ↘31       |